# マリア・クリスティーナ・フォン・エスターライヒ (1742-1798)
マリア・クリスティーナ・フォン・ハプスブルク＝ロートリンゲン（Maria Christina von Habsburg-Lothringen, 1742年5月13日 - 1798年6月24日）は、「女帝」マリア・テレジアと神聖ローマ皇帝フランツ1世の四女。名前はマリー・クリスティーネ（Marie Christine）とも記される。ポーランド王兼ザクセン選帝侯アウグスト3世の息子アルベルト・カジミールと結婚し、夫婦でテシェン公国の公および女公となった。愛称は「ミミ」（Mimi）。

## 生涯
マリア・クリスティーナは1741年5月13日に生まれた。彼女の誕生日は母マリア・テレジアの誕生日と同じであったために、非常に愛された。そのため兄のヨーゼフ（後のヨーゼフ2世）が嫉妬した。マリア・クリスティーナは幼少時からあらゆる方向に水準以上の才能を示し、母マリア・テレジアのもっともお気に入りの娘であった。特に家族の様子を描いた水彩画を多数残しており、これらは貴重な資料となっている。また、義姉のマリア・イザベラを慕い、熱烈な手紙を交わしていた。一方、姉マリア・アンナとは兄弟姉妹中最も険悪な仲であった。
母方の又従兄であるザクセン公子アルベルト・カジミールと恋に落ちるが、当時の王族は政略結婚が通例であり、反対を受ける。しかし母マリア・テレジアだけは自身が恋愛結婚であったこともあり、そっと見守っていた。最も反対していた父フランツが1765年に死去したことで、翌1766年に結婚が認められた。アウグスト3世の六男であったアルベルト・カジミールには財産がなかったが、マリア・クリスティーナは莫大な持参金を与えられた上にテシェン（チェシン）公国を、更には叔父カール・アレクサンダー公子の死後にオーストリア領ネーデルラントを夫婦で共同統治する権利を与えるという約束までした。夫の死で悲嘆に暮れていたマリア・テレジアは、愛娘の幸福な結婚にいくらか慰められたという。一方で、恋愛結婚を認められなかった妹マリア・アマーリアが、嫁ぎ先で傍若無人な振る舞いをする原因にもなったという。他の兄弟姉妹も母親から溺愛され、そしてなんでも母親に告げ口するマリア・クリスティーナを良く思っておらず、マリー・アントワネットも、マリア・クリスティーナがフランスを訪問した際には冷淡に姉ではなく「一般客」の一人として接し、小トリアノン宮殿訪問の要望も無視した。
母マリア・テレジアの死後は、兄ヨーゼフ2世から夫ともども冷遇された。また夫婦の間には子供が生まれなかったため、マリア・テレジアはこのことを特に残念がっていたが、他の兄弟姉妹の間では、一人だけ恋愛結婚をした彼女への天の報いだとさえ見なされていた。
叔父カールと母が相次いで死去した1780年、約束通り夫とともにネーデルラント総督として任地に赴いた。単独統治者となったヨーゼフ2世が、ウィーンからネーデルラントを統治するようになったため、総督夫妻は外交儀礼だけが仕事だった。
また1789年には大規模な反乱に遭っている（ベルギー合衆国を参照）。
弟レオポルト2世の三男カール大公を養子とし、テシェン公位とネーデルラント総督の地位を継がせている。